# Розтоки (Середньочеський край)
Ро́зтоки (чеськ. Roztoky) — невелике місто в Чехії, в Середньочеський край. Він розташований на річці Влтава, недалеко від столиці держави міста Прага.
На 2012 рік було зареєстровано 7 830 мешканців, проте справжня кількість громадян, ймовірно, вища. Цьому став масштабний розвиток міста в останні роки.
Згідно з археологічними знахідками, місцевість Розтоки була заселена безперервно з ранньої кам'яної доби до раннього середньовіччя.. Слов'яни прийшли на цю територію наприкінці V або VI столітті військовим шляхом, як раніше німці проникли на територію, де більшість говорили кельтською мовою. Це не була заміна слов'янським населенням німецькомовних племен. Населення залишилося самобутнім, переважно змінилися еліти. На думку біоархеолога Яромира Бенеша (Jaromir Benes), мабуть, чеське слов'янське населення, яке прийшло на нашу територію у V—VI століттях, походить з польсько-української області на північ від Карпатського склепіння.
Місто було вперше згадано в історичних документах у 1233 р..

## Інтернет-ресурси
- Офіційний сайт
- Central Bohemian Museum
- Levý Hradec website